# 谷城駅
谷城駅（コクソンえき）は、大韓民国全羅南道谷城郡谷城邑にある韓国鉄道公社全羅線の駅。

## 沿革
- 1933年10月15日 : 営業開始
- 1999年2月25日 : 全羅線複線化に伴い駅舎移動
- 2011年10月5日 : KTX 運行開始
- 2013年12月13日 : 南道海洋観光列車 (S-Train)の停車駅としての業務開始
- 2014年6月1日 : ITX-セマウル運行開始

## 隣の駅
韓国鉄道公社
韓国高速鉄道（KTX）
南原駅 - 谷城駅 - 求礼口駅
全羅線
南原駅- (周生駅) - (甕井駅) - (金池駅) - 谷城駅 - (鴨緑駅) - 求礼口駅